# اولکساندر خوتسیانیفسکی
اولکساندر خوتسیانیفسکی (اوکراینی: Олександр Йосипович Хоцянівський؛ زادهٔ ۲۰ ژوئیهٔ ۱۹۹۰) کشتی‌گیر اهل اوکراین است.
از افتخارات وی می‌توان به کسب مدال برنز در مسابقات قهرمانی کشتی جهان ۲۰۱۹ اشاره کرد. وی سابقه حضور در المپیک ۲۰۲۰ توکیو و المپیک ۲۰۲۴ پاریس را دارد.

## مسابقات قهرمانی کشتی جهان ۲۰۱۹
خوتسیانیفسکی در وزن ۱۲۵ کیلوگرم کشتی آزاد مسابقات قهرمانی کشتی جهان ۲۰۱۹ نورسلطان حاضر بود که در مسابقه های اول تا سوم لوان بریانیدزه از ارمنستان، آلان خوگایف از روسیه و یدالله محبی از ایران را شکست داد اما در نیمه‌نهایی به گنو پتریاشویلی از گرجستان باخت و به دیدار رده‌بندی رفت. او در دیدار رده‌بندی بادژا خوتابا از سوریه را شکست داد و مدال برنز وزن ۱۲۵ کیلوگرم را بدست آورد.